# Coeligena
Genre
Coeligena est un genre de colibris d'Amérique du Sud. D'après Alan P. Peterson, il comprend 42 taxons, dont 11 espèces.

## Liste des espèces
D'après la classification de référence (version 14.1, 2024) du Congrès ornithologique international :
- Coeligena coeligena – Inca céleste
- Coeligena wilsoni – Inca brun
- Coeligena prunellei – Inca noir
- Coeligena torquata – Inca à collier
- Coeligena phalerata – Inca à queue blanche
- Coeligena bonapartei – Inca de Bonaparte
- Coeligena orina – Inca de Wetmore
- Coeligena helianthea – Inca porphyre
- Coeligena lutetiae – Inca à gemme bleue
- Coeligena violifer – Inca violifère
- Coeligena iris – Inca iris
- Coeligena eos — Inca doré
- Coeligena inca —  Inca de Gould
- Coeligena conradii — Inca de Conrad
- Coeligena consita —  Inca de la Perija